# Wachregiment
Als Wachregimenter bezeichnet man militärische Formationen, die zum Schutz von Regierungseinrichtungen, führenden Politikern sowie zu repräsentativen Zwecken wie Staatsempfängen oder Paraden eingesetzt werden.
In fast jedem Land der Welt gibt es derartige Einheiten, die jedoch ihrem Umfang nach häufig keine Regimenter sind, sondern nur aus Traditionsgründen diese Verbandsbezeichnung tragen. Das Wachbataillon beim Bundesministerium der Verteidigung hingegen wird trotz seiner Regimentsstärke (ca. 1.800 Soldaten) nur als „Bataillon“ bezeichnet.
Im Deutschen Reich gab es nacheinander folgende Wachtruppen- bzw. Regimenter:
- Einzelne Kompanien der Regimenter des Gardekorps der Preußischen Armee in Berlin und Potsdam im täglichen Wechsel[1] und die Schloßgarde-Kompanie
- Wachregiment Berlin, zusammengesetzt aus für je drei Monate turnusmäßig nach Berlin kommandierten Kompanien aller Infanterie-Regimenter der Reichswehr[2]
- Infanterie-Regiment „Großdeutschland“ der Wehrmacht im NS-Staat.

In der Deutschen Demokratischen Republik (DDR) bezeichnete man als Wachregimenter das:
- Wachregiment „Friedrich Engels“ der Nationalen Volksarmee (NVA)
- Wachregiment „Hugo Eberlein“ der Nationalen Volksarmee (NVA)
- Wachregiment „Feliks Dzierzynski“ des Ministeriums für Staatssicherheit (MfS)

In Großbritannien werden verschiedene Einheiten traditionell zu repräsentativen Auftritten eingesetzt:
- Household Cavalry Mounted Regiment (berittenes Wachregiment aus zwei unterschiedlichen Einheiten)
  - Life Guards
  - Blues and Royals
- Coldstream Guards
- Grenadier Guards
- Scots Guards
- Irish Guards
- Welsh Guards

Neben repräsentativen Aufgaben nehmen die Regimenter auch an regulären Einsätzen der britischen Streitkräfte teil und sind außerdem für die militärische Unterstützung innerhalb London im Einsatz.
In Frankreich nimmt die Garde républicaine diese Funktion wahr, in den USA das 3rd Infantry Regiment.